# Mario Ceroli
Mario Ceroli (Castel Frentano, 17 maggio 1938) è uno scultore e scenografo italiano.

## Biografia

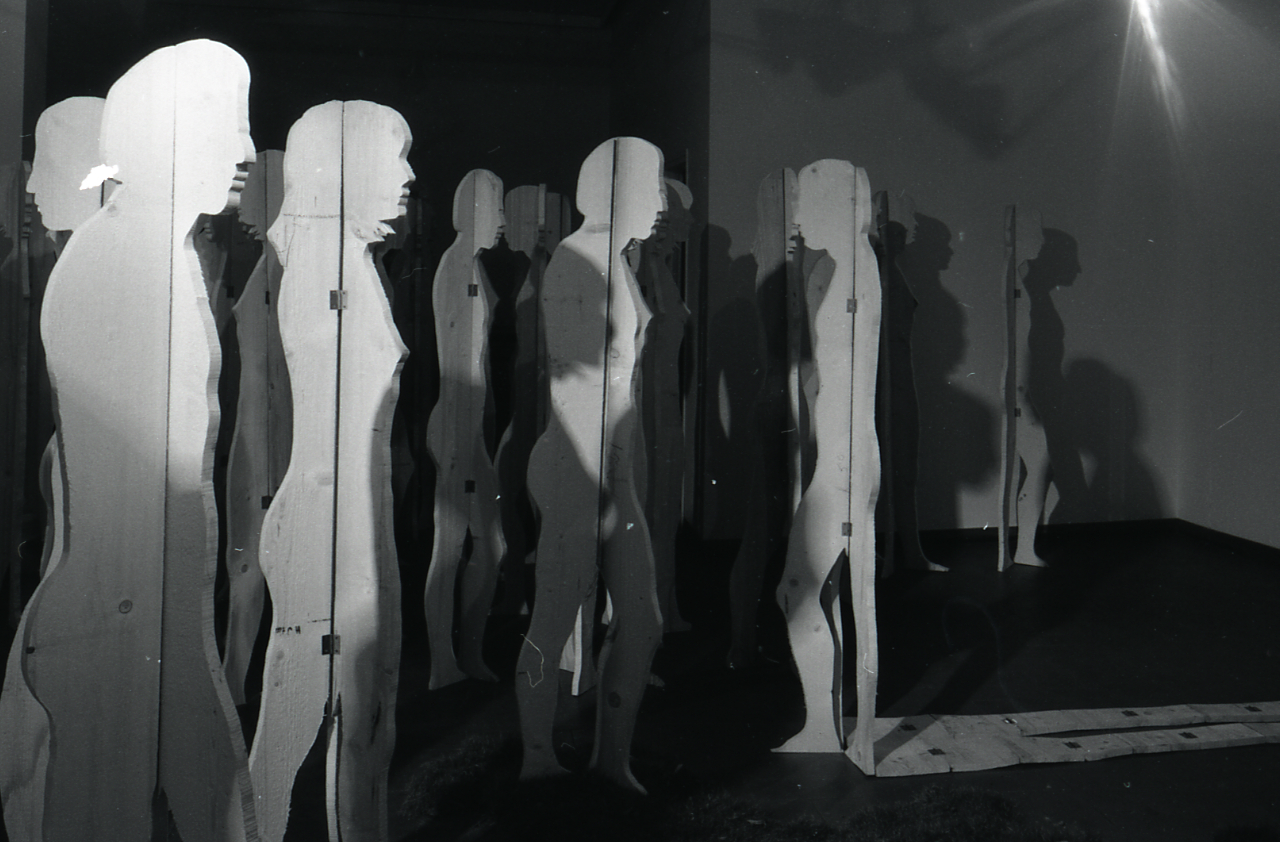
Silhouette nella mostra di Mario Ceroli Aria di Daria presso la Galleria de' Foscherari a Bologna, 1968. Foto di Paolo Monti.

Formatosi all'Accademia di belle arti di Roma, sotto la guida di Leoncillo Leonardi, Pericle Fazzini e Ettore Colla, di cui diventa assistente, indirizza il suo interesse sulle opere in ceramica e riproduceva inizialmente sculture di ceramica.
Nel 1957 sperimenta l’uso del legno, prevalentemente tronchi di albero trapassati da chiodi, con cui nel 1958 vince il Premio per la giovane scultura italiana alla GNAM di Roma. Alla fine degli anni cinquanta, il legno diventa il suo materiale espressivo prediletto.
Negli anni Sessanta intaglia grandi sagome umane nel legno grezzo che, spesso ripetute in modo seriale, diventando un segno distintivo di gran parte della sua produzione. È quindi negli anni sessanta, impressionato dalla Pop art tramite le opere di Louise Nevelson e di Joe Tilson, che arriva ai materiali e alle forme che avrebbero caratterizzato successivamente le sue creazioni. Partecipa alla Quadriennale di Roma nel 1965 e alla Biennale di Venezia nel 1966 con La scala e Cassa Sistina.
Il suo lavoro si concentra sulla realizzazione di silhouette prive di colore, talvolta ripetute in serie (Ultima Cena, 1965, GNAM di Roma; Uomo di Leonardo, 1964; La Cina, 1966, La Grande Cina, 1968), connesse a uno spazio che diventa tema essenziale (Cassa Sistina, 1966), oppure tracciate a tempera e a inchiostro (La porta, il cenacolo, 1981; Giorno, Notte, 1982). Le forme comprendono lettere, numeri, geometrie, oggetti, riconducibili alla ricerca Pop e alla reinterpretazione dei grandi classici della storia dell’arte: da Leonardo da Vinci, di cui cita l'uomo vitruviano (Disequilibrium, 1967) e l'Ultima Cena (legno dipinto, 1981) a Michelangelo, Paolo Uccello, fino a Giorgio de Chirico.
Nel 1967-1968 prese parte alle mostre del gruppo dell'Arte povera, di cui Ceroli può essere considerato un precursore in quanto già agli inizi degli anni ’60 introduce nella sua produzione artistica materiali come legni bruciati, vetri, piombo, stracci, ghiaccio, carta, cenere, lamiera.
Contemporaneamente realizza allestimenti scenici per il teatro (significativo il suo sodalizio artistico con Luca Ronconi), il cinema (Addio fratello crudele, 1971), la televisione (sua è la scenografia di Orizzonti della scienza e della tecnica, programma andato in onda tra il 1966 e il 1973) e la pubblicità (realizza nel 1970 sagome di Mina che poi vengono bruciate in scena per alcuni caroselli girati da Valerio Zurlini). Il carattere "invasivo" del suo lavoro lo porta a sconfinare, oltre che nella scenografia, nel disegno di ambienti, nella progettazione di chiese e del loro arredo interno, fino a un progetto, mai completato, di teatro.
Ha realizzato a Bologna nel 1988 la cosiddetta "Casa del Nettuno", un contenitore ligneo decorato con la silhouette Uomo galleggiante, che ha costituito il cantiere di restauro della statua bronzea del Nettuno del Giambologna. Suo è l'Unicorno alato (1990), in legno rivestito di oro, esposto all'ingresso della sede Rai di Saxa Rubra. Ha curato l'arredo e le decorazioni della chiesa di San Lorenzo a Porto Rotondo (1971), dove ha realizzato il Teatro all'Aperto (1995) in collaborazione con gli architetti Gianfranco Fini e Marina Sotgiu, di Santa Maria Madre del Redentore di Tor Bella Monaca, a Roma, nel 1987 e di San Carlo Borromeo al Centro Direzionale di Napoli, nel 1990.
Ha collaborato con il Teatro Stabile di Torino (scenografia del Riccardo III di Shakespeare, 1968, per cui ha realizzato la scultura La grande Cina, invenzione che vede in scena il sistema delle grandi sagome umane i cui movimenti sono sospesi in uno spazio metafisico, oggi conservata allo CSAC di Parma) e con la Scala di Milano, 1972 (scenografia della Norma di Vincenzo Bellini).
Dalla metà degli anni Ottanta introduce nella sua opera l’uso di lastre di vetro e realizza numerose installazioni monumentali in spazi pubblici, tra cui il Cavallo alato del Centro Rai di Saxa Rubra a Roma (1990).
Il Centro studi e archivio della comunicazione di Parma conserva un fondo dedicato a Ceroli, consistente di 2 sculture, pubblico e parzialmente consultabile per motivi conservativi.
Nel 1997 ha donato al paese d'origine, Castel Frentano, una copia della scultura lignea L'uomo vitruviano collocandola nel piazzale della Concezione.
Nel 2007 è stato chiamato dal Palazzo delle Esposizioni di Roma a partecipare alla sua riapertura ufficiale, dopo lunghi anni di lavori di ristrutturazione, con una scelta delle sue principali opere.
Nel 2008 la giunta comunale della città di Siena gli ha affidato il compito di dipingere il drappellone per il Palio del 16 agosto, dedicato alla Madonna Assunta e vinto dalla Contrada del Bruco, con il fantino Giuseppe Zedde detto "Gingillo" ed il cavallo Elisir Logudoro.
Autore del proprio ambiente di vita e di lavoro, Ceroli ha raccolto i suoi lavori in uno spazio di 3000 metri quadrati alle porte di Roma, dove ha costituito anche la sua stabile dimora. I suoi lavori, oltre 500, sono disposti in una specie di casa-museo in continuo mutamento e accrescimento, che avrebbe intenzione di aprire al pubblico per renderlo vivo, fruibile, utile come stimolo e modello alle più recenti generazioni di artisti.

## Vita privata
Ha un figlio primogenito di nome Marco, nato nel 1963.
Fra la fine degli anni Sessanta e primi anni Settanta ebbe una relazione con l'attrice Daria Nicolodi, ritratta nelle sagome di legno esposte nella mostra personale Aria di Daria del 1968 presso la Galleria de' Foscherari di Bologna. Da questa relazione nacque il 9 giugno 1972 la figlia Anna, deceduta in un incidente stradale il 29 settembre 1994.
Nel 1995, all'età di 58 anni, sposò la trentenne Raffaella Amati, figlia del produttore cinematografico Giovanni Amati, da cui ha avuto due figlie, Allegra e Virginia, la prima nata nel 1996 e la seconda nel 1998. Questa relazione ispirò l'opera "Mario e Raffaella". Separati dopo pochi mesi, la coppia ha avuto fasi alterne di riconciliazione e separazione, fino alla rottura definitiva.

## Opere principali
- Tuffatore (1956)
- Sì/No (1964)
- Uomo di Leonardo (1964)
- Squadra e Curvilinee (1965)
- La scala (1965)
- La Cina (1965)
- Casa di Dante (1965)
- Piper (1965)
- Ombre (1965)
- La fila (1965)
- Ultima Cena (1965)
- Mobili nella valle (1965)

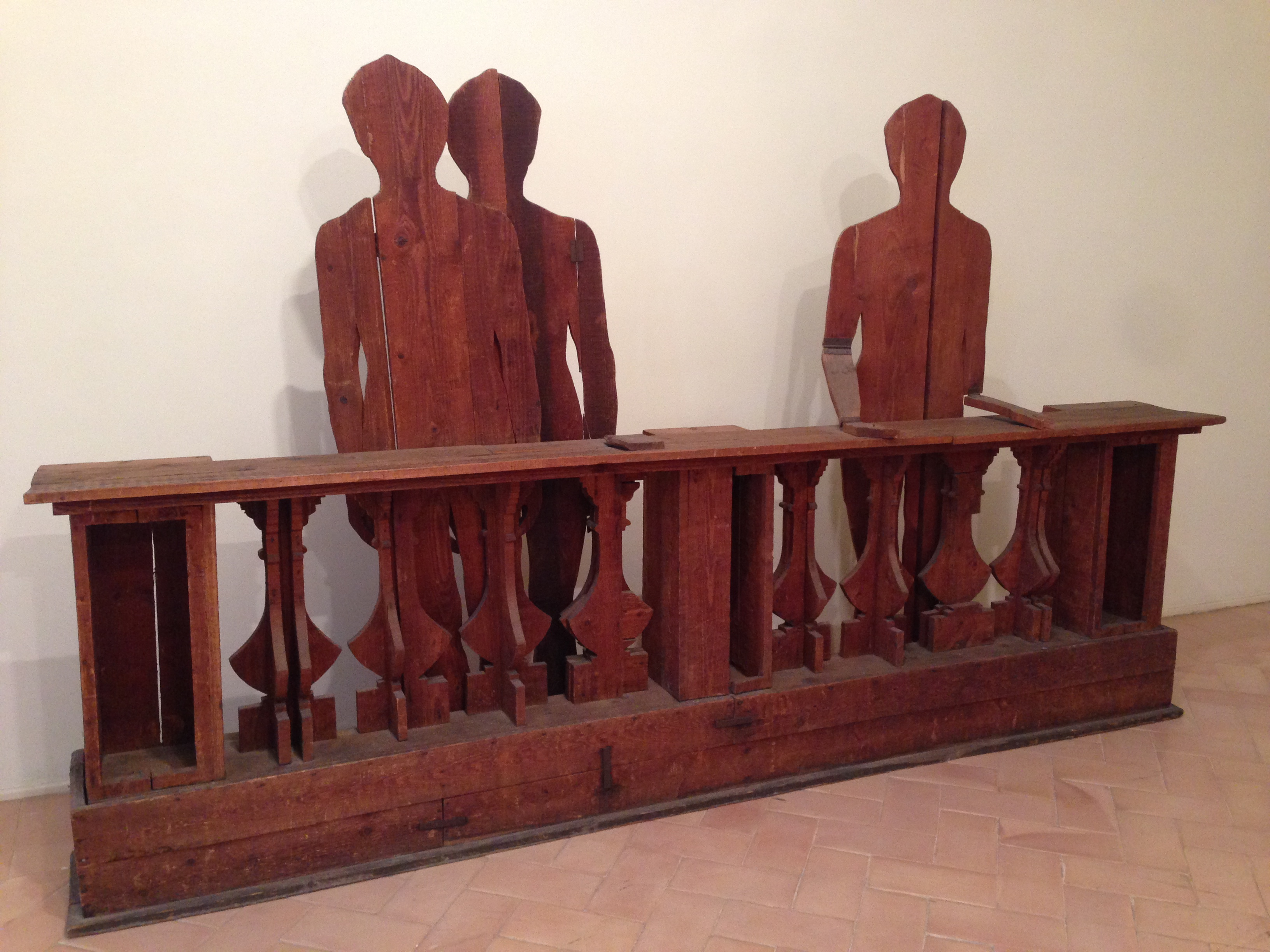
Balcone, 1966. Museo Carandente, Spoleto

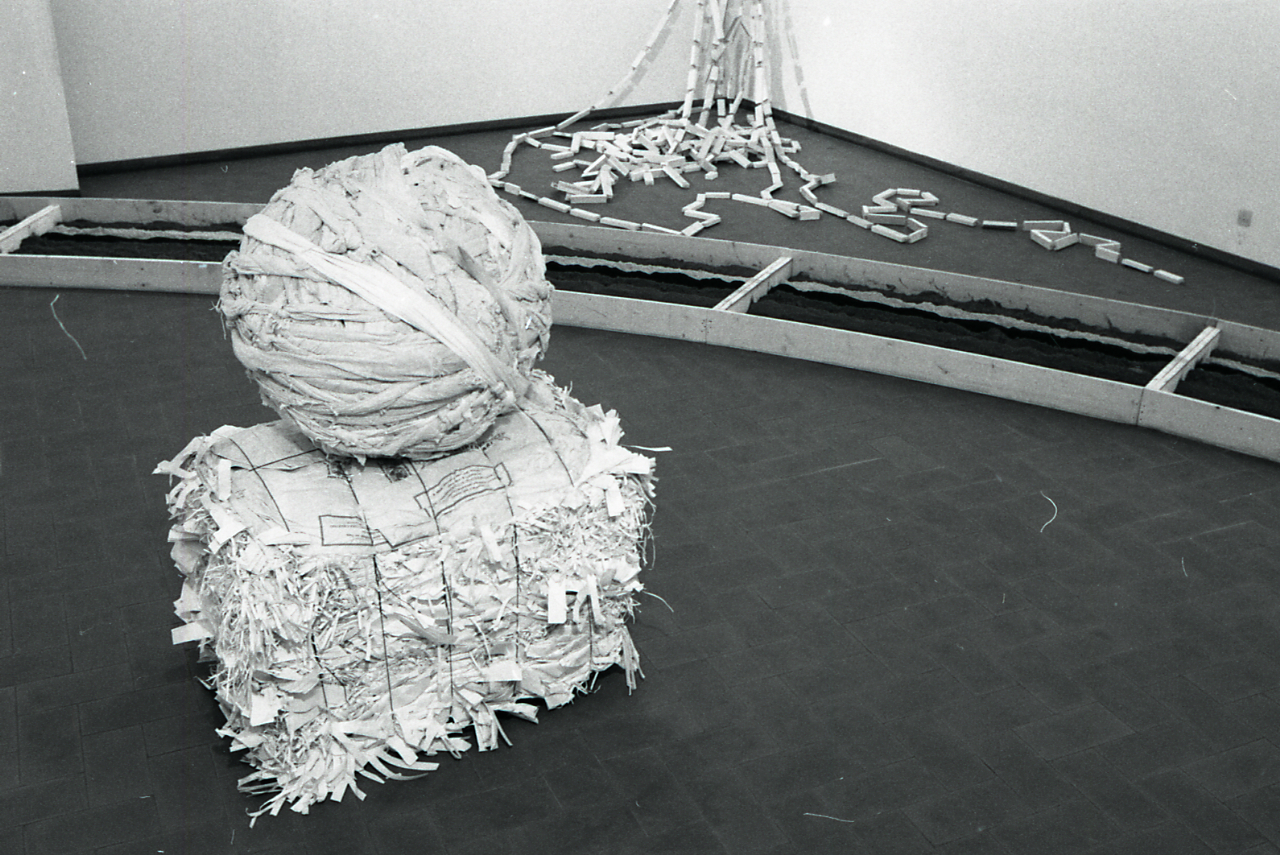
Palla di stracci, nella mostra personale presso la Galleria de' Foscherari di Bologna, 1970. Foto di Paolo Monti.

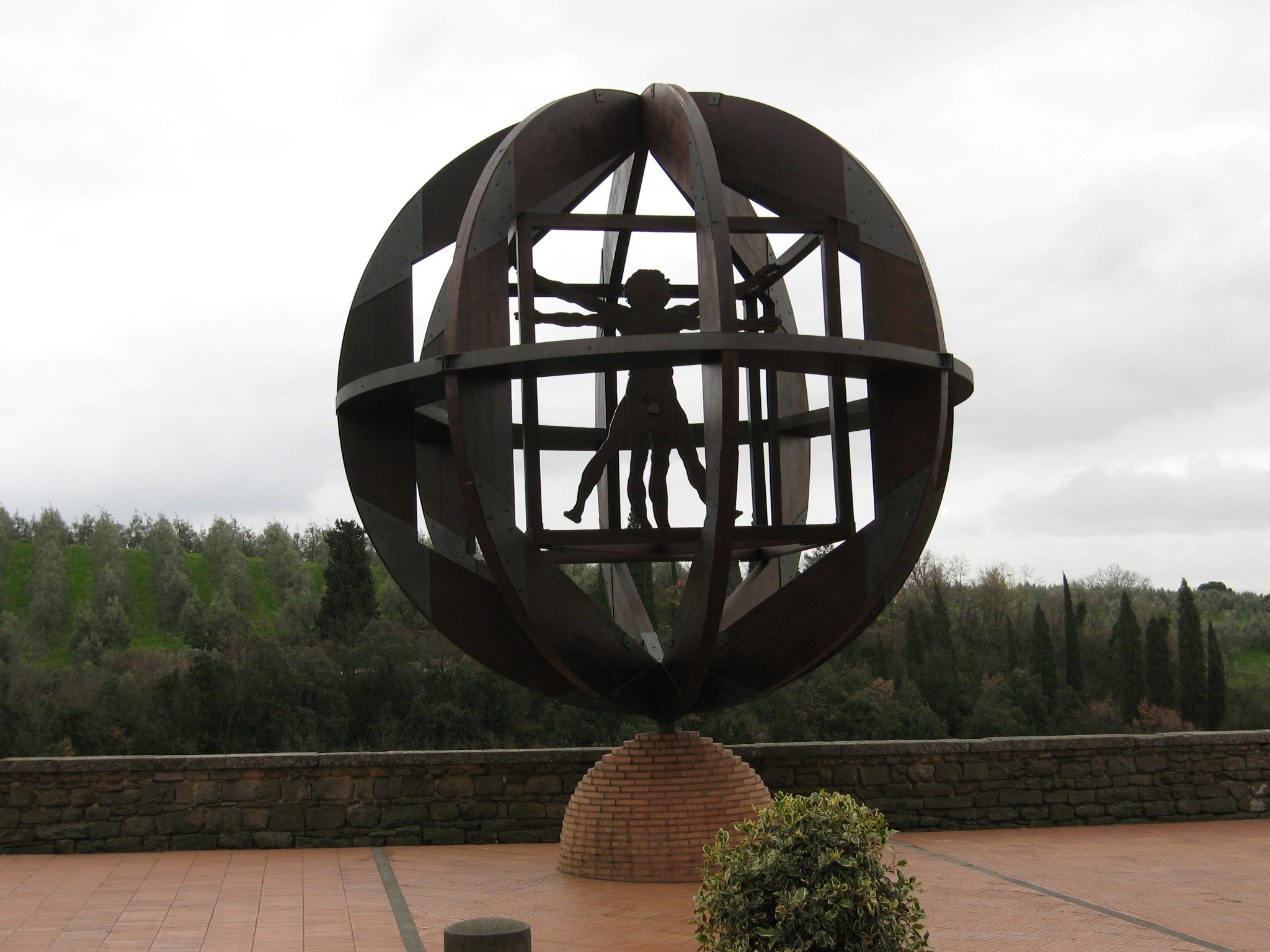
Squilibrio o Uomo vitruviano, Vinci, 1987

La Grande Cina (1968)

- Balcone, 1966. Museo Carandente, Spoleto
- Burri (1966)
- Mappacubo (1966)
- Cassa Sistina (1966)
- Centouccelli (1967)
- Squilibrio (Uomo vitruviano), Aeroporto di Roma-Fiumicino (1967)
- Mappatondo (1967)
- Modulo odulatorio (1967)
- Labirinto (1968)
- Privavera (1968)
- La Grande Cina (1968)
- Progetto per la pace e non la guerra (1969)
- Palla di stracci (1969), nella mostra personale presso la Galleria de' Foscherari di Bologna
- Interno della chiesa di San Lorenzo a Porto Rotondo (1971)
- Un anno d'amore (1972)
- Gloria ai caduti della pittura (1972)
- Aria, Acqua, Terra, Fuoco, Santa Cruz de Tenerife (1973)
- Le idee direttrici (1973)
- Curve di livello dell'uomo e Girasole (1977), scenografia dell'opera Sancta Susanna di Paul Hindemith
- Battaglia (1978)
- Assemblea di streghe (1980)
- La porta (1981)
- Il cenacolo (1981)
- Giorno (1982)
- Notte (1982)
- Uomo galleggiante (1984)
- Interno della Chiesa di Santa Maria Madre del Redentore, Tor Bella Monaca (1987)
- Squilibrio (o Uomo vitruviano o Uomo di Vinci), Vinci (1987)
- La casa del Nettuno, Bologna (1988)
- Unicorno alato, Sede Rai di Saxa Rubra, Roma (1990)
- Goal-Italia’90, Foro Italico di Roma (1990), realizzato per i Campionati di calcio Italia 90
- Raccoglitore di miele (1991)
- Maestrale (1992)
- Applausi (1992)
- Uomo vitruviano, Castel Frentano (1997)
- Silenzio: ascoltate!, Piazza Bambine e Bambini di Beslan, Firenze (2007)

## Opere nei musei
- Art Hotel Atelier sul Mare di Tusa
- Ca' la Ghironda Ponte Ronca di Zola Predosa
- Casa museo Remo Brindisi di Comacchio con la scultura: Duca di mantova e con l'opera: Composizione (1970).
- Galleria d'Arte Contemporanea "V. Stoppioni" di Santa Sofia con l'opera: Adamo ed Eva (1971).
- Galleria degli Uffizi di Firenze (Gabinetto Disegni e Stampe degli Uffizi) con l'opera Mario e Raffaella e in deposito la scultura:Autoritratto (1965).
- Galleria nazionale d'arte moderna e contemporanea di Roma
- Gallerie d'Italia di Milano
- MAMbo - Museo d'Arte Moderna di Bologna
- MAON - Museo D'arte dell'Otto e Novecento di Rende
- M.O.C.A, museo civico di arte contemporanea di Montecatini Terme
- Museo d'arte di Avellino con l'opera Icosaedro.
- MuSaBa - Museo Santa Barbara di Mammola (RC)
- Museo Carandente, Palazzo Collicola - Arti visive di Spoleto
- Centro studi e archivio della comunicazione di Parma
- Collezione Roberto Casamonti, Firenze